# Мукеш
Мукеш Чанд Матхур (хинди मुकेश चन्द्र माथुर; 22 июля 1923, Дели, по др. данным Лудхияна (штат Пенджаб) — 27 августа 1976, Детройт, штат Мичиган, США), более известный под мононимом Мукеш (хинди मुकेश) — знаменитый индийский певец, один из «золотых голосов» закадрового исполнения индийского кино (наряду с Мохаммедом Рафи, Манна Деем и Кишором Кумаром), наиболее известный как «голос Раджа Капура»

## Биография и карьера
Мукеш Чанд родился в Дели либо Лудхияне (Пенджаб) в семье, происходящей из касты матхур каястха (писцов и чиновников). Его родителями были инженер Зоравар Чанд Матхур и его жена Чанд Рани; Мукеш был шестым из десяти детей в семье. Его интерес к музыке начался с юности, когда мальчик прислушивался из соседней комнаты к голосу приходящего учителя музыки, нанятого для занятий с его сестрой Сундар Пьяри.
Закончив десять классов школы, юноша какое-то время продолжал дело своего отца, проработав около семи месяцев в департаменте общественных работ в Дели, попутно экспериментируя со звукозаписью и самостоятельно занимаясь вокалом.
На профессиональном уровне талант молодого певца был впервые замечен его дальним родственником, актёром Мотилалом Раджваншем, когда Мукеш пел на свадьбе сестры. Мотилал взял его с собой в Бомбей, поселил у себя дома и организовал обучение молодого человека вокалу у Пандита Джаганнатха Прасада. В этот же период состоялся его кинодебют в фильме на хинди Nirdosh (1941) в качестве как певца (с песней «Dil Hi Bujha Hua Ho To»), так и экранного актёра.
Первое участие Мукеша в фильме в качестве закадрового исполнителя состоялось несколькими годами позднее, в фильме Pehli Nazar (1945), где он пел за Мотилала. Первой из исполненных закадрово песен была «Dil Jalta Hai To Jalne De» на музыку Анила Бисваса и слова Ааха Ситапури. С песней связан курьезный случай, произошедший из-за того, что Мукеш, как и ряд других именитых певцов Болливуда, преклонялся перед талантом одной из первых «суперзвёзд» индийского кино, актёра и певца Кундан Лал Сайгала и на заре своей карьеры старался ему подражать. Согласно популярной истории, когда Сайгал впервые услышал песню «Dil Jalta Hai…», он не смог опознать чужой голос и прокомментировал: «Странно, не помню, чтобы я это исполнял».
Впоследствии композиторы и музыкальные руководители бомбейской студии Анил Бисвас и Наушад Али убедили молодого певца, что он может гораздо больше, чем имитировать Сайгала, и Мукеш выработал свой собственный вокальный стиль. В фильмах начала «закадровой карьеры» голос певца использовали для Дилип Кумара, однако, по крайней мере, с 1953 года он начинает озвучивать персонажей Раджа Капура (озвучиваемого до этого Мохаммедом Рафи) и вскоре становится его постоянным «голосом».
В 1974 году Мукеш получает, в дополнение ко множественным номинациям и наградам Filmfare Awards, Национальную кинопремию Индии за лучшее мужское закадровое исполнение за песню «Kai Baar Yuhi Dekha Hai» в фильме «Rajnigandha» (1974).

### Семья
В 1946 году Мукеш женился в Кандивали на Сарал Триведи Райчанд. Так как невеста певца была дочерью миллионера из гуджаратских браминов, в то время как Мукеш не имел собственного дома, был ниже по касте (хотя и тоже относящейся к «полу-привилегированным») и имел нерегулярный доход от считавшейся «аморальной» профессии, молодым людям пришлось «сбежать от семьи». Многие сулили им несчастливую жизнь и скорый развод, однако предсказания не оправдались — Мукеш и Сарал прожили вместе несколько десятилетий, отметив тридцатилетие брака 22 июля 1976 года, всего за несколько дней до отъезда певца в США на последние гастроли. В семье выросли пять детей: Рита, Нитин (пошедший по стопам отца в профессии закадрового вокалиста), Налини, Мохниш и Намрата. Внук знаменитого певца от сына Нитина — актёр Нил Нитин Мукеш.

### Смерть и «посмертное творчество»
С начала 1970-х годов Мукеш начинает испытывать проблемы со здоровьем. Артист умер от сердечного приступа 27 августа 1976 года в Детройте (США), куда приехал давать концерты. Утром этого дня певец стал жаловаться на боль в груди, выйдя из душа; его спешно доставили в больницу, однако врачам оставалось только констатировать смерть. Концертная программа была завершена коллегой артиста, знаменитой певицей Латой Мангешкар. Последняя и сопроводила тело Мукеша на родину, где ему отдали последние почести многие актёры, кинематографисты и поклонники. Тело Мукеша было предано огню в крематории Banganga в южном Бомбее 30 августа 1976 года.
Узнав о смерти Мукеша, Радж Капур оплакивал своего друга, сказав об этом позднее: «Когда ушёл Джайкишан, я словно потерял руку, когда ушёл Шайлендра — другую. Но когда ушёл Мукеш — я потерял свою жизнь [Meri jaan hi chali gayi] … Мукеш был моим голосом и моей душой, я — только телом. Именно он пел сердцам людей всего мира, не я. Радж Капур — лишь видимость, построенная из костей и плоти. Когда он умер, я был разрушен; я чувствовал — ушло моё дыхание, моя душа…».
За свою карьеру певец записал около 1200 песен. Ряд записанных, но не дошедших ранее до аудитории песен в исполнении Мукеша включались в фильмы ещё долгое время после смерти артиста, в частности, в картинах Dharam Veer, Amar Akbar Anthony, Khel khiladi ka, Darinda and Chandi sona (1977). Это продолжилось и в следующем году, в фильмах Aahuti, Paramatma, Tumhari kasam и Satyam Shivam Sundaram (где Мукеш исполнил песню Chanchal sheetal nirmal komal для Шаши Капура, младшего брата Раджа Капура), и далее, в Shaitan mujarim, Premika, Patthar se takkar (1980), Sanjh ki bela, Maila anchal (1981), Aarohi (1982), Chor mandali (1983), Nirlaj (1985), Love and God (1986), Shubh chintak (1989), вплоть до фильма Chand grahan в 1997 году.

## Частичная фильмография
За свою карьеру Мукеш исполнил песни не менее, чем для 270 фильмов, по крайней мере, с 1953 года исполняя вокальные партии за персонажей Радж Капура. Помимо этого, в пяти фильмах Мукеш появлялся и как актёр, а в нескольких также исполнил обязанности композитора и продюсера.
Некоторые снятые при жизни певца фильмы с его закадровым вокалом:
- 1945 — Pehli Nazar
- 1948 — Mela
- 1948 — Aag («Испепеляющая страсть»)
- 1949 — Andaz («Репутация»)
- 1951 — Awaara («Бродяга»)
- 1953 — Aah («Дыхание любви»)
- 1953 — Barsaat («Сезон дождей»)
- 1955 — Shree 420 («Господин 420»)
- 1956 — Anuraag
- 1958 — Parvarish («Воспитание»)
- 1958 — Phir Subaha Hogi («И снова будет утро»)
- 1959 — Anari («Простофиля»)
- 1960 — Jis Desh Mein Ganga Behti Hai («В стране, где течёт Ганг»)
- 1960 — Chhalia («Мошенник»)
- 1960 — Bumbai ka Babu
- 1960 — Hum Hindustani («Мы индийцы»)
- 1960 — Banjarin
- 1960 — Mera Ghar Mere Bachhe
- 1960 — HoneyMoon («Медовый месяц»)
- 1962 — Phool Bane Angarey
- 1962 — Aashiq («Возлюбленный»)
- 1963 — Dil Hi To Hai («Свадьба моей любимой»)
- 1963 — Akeli Mat Jaiyo
- 1963 — Parasmani
- 1964 — Dil Chahta Hai
- 1964 — Sangam («Сангам»)
- 1964 — Ishaara («Знак»)
- 1965 — Himalay ki God Mein
- 1966 — Lal Bungla
- 1967 — Gunaho ka devta
- 1967 — Raat Aur Din («Ночь и день»)
- 1968 — Saraswatichandra
- 1969 — Sambandh
- 1969 — Vishwas
- 1970 — Mera Naam Joker («Мое имя Клоун»)
- 1971 — Anand
- 1972 — Ek Bar Muskura Do
- 1972 — Shor
- 1974 — Roti Kapada Aur Makaan
- 1975 — Dharam Karam («Перехитрить судьбу» / «По закону возмездия»)
- 1975 — Dus Numbari
- 1975 — Sanyasi
- 1975 — Do Jasoos («Два детектива»)
- 1976 — Kabhi Kabhie
- 1977 — Darinda
- 1977 — Dharam Veer
- 1978 — Satyam Shivam Sundaram («Истина, любовь и красота»)

## Номинации и награды
За свою карьеру Мукеш получил рад номинаций и наград нескольких институций в категории «Лучший мужской закадровый вокал».

### Filmfare Award
Номинации
| Год  | Песня                           | Фильм                      | Композитор                                             | Автор слов      |
| ---- | ------------------------------- | -------------------------- | ------------------------------------------------------ | --------------- |
| 1960 | «Hothon Pe Sacchai Rehti Hai»   | «В стране, где течет Ганг» | Шанкар-Джайкишан                                       | Шайлендра       |
| 1964 | «Dost Dost Na Raha»             | «Сангам»                   | Шанкар-Джайкишан                                       | Шайлендра       |
| 1967 | «Sawan Ka Mahina»               | «Свидание»                 | Лакшмикант Шантарам Кудалкар, Пьярелал Рампрасад Шарма | Ананд Бакши     |
| 1970 | «Bas Yehi Apradh Main Har Baar» | Pehchan                    | Шанкар-Джайкишан                                       | Гопалдас Нирадж |
| 1972 | «Ek Pyar Ka Nagma»              | «Звук»                     | Лакшмикант/Пьярелал                                    | Сантош Ананд    |
| 1975 | «Main Na Bhoolunga»             | «Хлеб насущный»            | Лакшмикант/Пьярелал                                    | Ананд Бакши     |
| 1976 | «Main Pal Do Pal Ka Shayar»     | «Любовь — это жизнь»       | Мохаммед Заур Хайям                                    | Сахир Лудхианви |
| 1977 | «Suhani Chandni Raten»          | «Освобождение»             | Рахул Дев Бурман                                       | Ананд Бакши     |
| 1978 | «Chanchal Sheetal»              | «Истина, любовь и красота» | Лакшмикант/Пьярелал                                    | Ананд Бакши     |

Премии
| Год  | Песня                        | Фильм                | Композитор          | Автор слов      |
| ---- | ---------------------------- | -------------------- | ------------------- | --------------- |
| 1959 | «Sab Kuch Seekha Humne»      | «Простофиля»         | Шанкар-Джайкишан    | Шайлендра       |
| 1970 | «Sabse Bada Naadan»          | Pehchan              | Шанкар-Джайкишан    | Варма Малик     |
| 1972 | «Jai Bolo Beimaan Ki»        | Be-Imaan             | Шанкар-Джайкишан    | Варма Малик     |
| 1976 | «Kabhi Kabhie Mere Dil Mein» | «Любовь — это жизнь» | Мохаммед Заур Хайям | Сахир Лудхианви |

### Премии Бенгальской Ассоциации Киножурналистов
- 1967 — за фильм «Третья клятва»[7]
- 1968 — за фильм «Свидание»[8]
- 1970 — за фильм Saraswatichandra[9]

### Национальная кинопремия Индии
- 1974 — за песню «Kai Baar Yuhi Dekha Hai» в фильме Rajnigandha